# الحديقة الدولية (الإسكندرية)
الحديقة الدولية أحد معالم الإسكندرية، تقع على أول الطريق الزراعي، في الجهة المقابلة لمجمع سيتي سنتر ومستشفى الشرطة، أنشأت سنة 1984 على مساحة 135 فدان، وافتتحت رسميًا سنة 1990.